# Gloria (電視劇)
《Gloria》（韓語：글로리아，又譯榮耀之歌），為MBC自2010年7月31日起製播的韓國電視劇。由裴斗娜、李天熙、徐芝釋與蘇怡賢等人主演。

## 演員陣容

### 主要角色
- 裴斗娜 飾演 羅珍珍
- 李天熙 飾演 夏東亞
- 徐芝釋 飾演 李強碩
- 蘇怡賢 飾演 鄭允書

### 珍珍相關
- 吳賢慶 飾演 羅珍珠

### 強錫相關
- 李鐘原 飾演 李志碩
- 延圭真 飾演 李俊鎬
- 成秉淑 飾演 宋女士
- 羅映姬 飾演 呂貞蘭

### 東亞相關
- 千寶根 飾演 夏語鎮
- 韓振熙 飾演 夏萬錫

### 允書相關
- 鄭少女 飾演 允書母
- 金基賢 飾演 鄭會長

### 俱樂部
- 李瑩河 飾演 鄭宇賢
- 李聖旻 飾演 孫宗範
- 金炳春 飾演 李允培
- 趙香基 飾演 泰純
- 河戀姝 飾演 劉美娜
- 李宗博 飾演 大博

### 其他
- 金英玉 飾演 吳順女
- 朴賢淑 飾演 崔智英

## 外部連結
- MBC（页面存档备份，存于）

| 文化放送 週末連續劇                          | 文化放送 週末連續劇                              | 文化放送 週末連續劇 |
| -------------------------------------------- | ------------------------------------------------ | ------------------- |
|                                              | Gloria （2010年7月31日 - 2011年1月30日）         |                     |
| 蒲公英家族 （2010年1月30日 - 2010年7月25日） | 一閃一閃亮晶晶 （2011年2月12日 - 2011年8月14日） |                     |